# Atomorpha fascifera
Atomorpha fascifera är en fjärilsart som beskrevs av Dumont 1927. Atomorpha fascifera ingår i släktet Atomorpha och familjen mätare. Inga underarter finns listade i Catalogue of Life.